# Adina Bastidas
Adina Mercedes Bastidas Castillo (sinh ngày 11 tháng 6 năm 1943) là một nhà kinh tế học người Venezuela hoạt động trong chính trị. Bà được chọn làm Phó Tổng thống vào ngày 24 tháng 12 năm 2000 bởi Hugo Chávez. Bà giữ chức vụ này cho đến ngày 13 tháng 1 năm 2002. Bà trở thành người phụ nữ đầu tiên giữ chức Phó Tổng thống trong lịch sử Venezuela. Sau đó, bà được chỉ định vào vị trí Bộ trưởng Bộ Sản xuất và Thương mại Venezuela.
Bastidas cũng là giám đốc của Cộng hòa Bolivar của Venezuela tại Ngân hàng Phát triển Toàn châu Mỹ tại Washington, DC.

## Những góc nhìn
Theo như BBC, Bastidas được xem xét là một người theo chủ nghĩa cánh tả đầy tranh cãi. Bà cũng được xem là một nhà phê bình xuất chúng về khu vực tư nhân của Venezuela. Việc Bastidas vai trò là Bộ trưởng Bộ thương mại, đến sau những cuộc biểu tình phản đối các chính sách kinh tế của Chávez, như là một phương pháp triệt để của vị Tổng thống, theo BBC. Chávez đã gọi bà là "một nhà cách mạng cho giai cấp đầu tiên" và nói rằng công việc của bà là "khác thường".
Trong cuộc gặp gỡ Mỹ Latin và Caribe về Hội thoại về Văn minh, được tổ chức tại Caracas vào ngày 8 tháng 11 năm 2001, Bastidas đã nói: "Sự khủng bố những người bị áp bức là một sản phẩm hư hỏng và thảm hại của thế thống trị của ngươi Tin Lành Anglo-Saxon Da trắng đã trở thành thứ không thể chịu nổi cho những hành động nguyên gốc và và tàn bạo nhắm vào những người bị nô dịch... Những lời câu xin va lý lẽ sẽ không đủ để đặt lên đối thoại đối với các quốc gia phương Bắc. Phương Nam cần phải đạt được một tư cách để thống nhất, kháng cự và chiến đấu bền trí cho đến khi đạt được một trật tự thế giới mới thứ thực sự là một trật tự, không phải là đống bừa bãi mênh mông, ở dưới thiên đường".

## Đời tư
Vào ngày 13 tháng 1 năm 2015, Bastidas là đối tượng của trộm cắp về đêm và cướp giật trong ngôi nhà mái tại Caracas. Điều này được nói bởi con trai của bà trên tài khoản Twitter của anh. Bà phủ nhận việc tạo ra bất kỳ tình trạng công khai nào về sự kiện trên.